# 桃渚关帝庙
桃渚关帝庙是中华人民共和国浙江省临海市桃渚镇的一间關帝廟，位于全国重点文物保护单位桃渚城内，内祀关公。庙宇建于明代成化三年（1467年），后毁于火災，清代為今貌。现存大殿三间，坐北朝南留有明代建筑的痕迹。